# 烏季河
52°14′39″N 30°56′33″E / 52.2443°N 30.9426°E

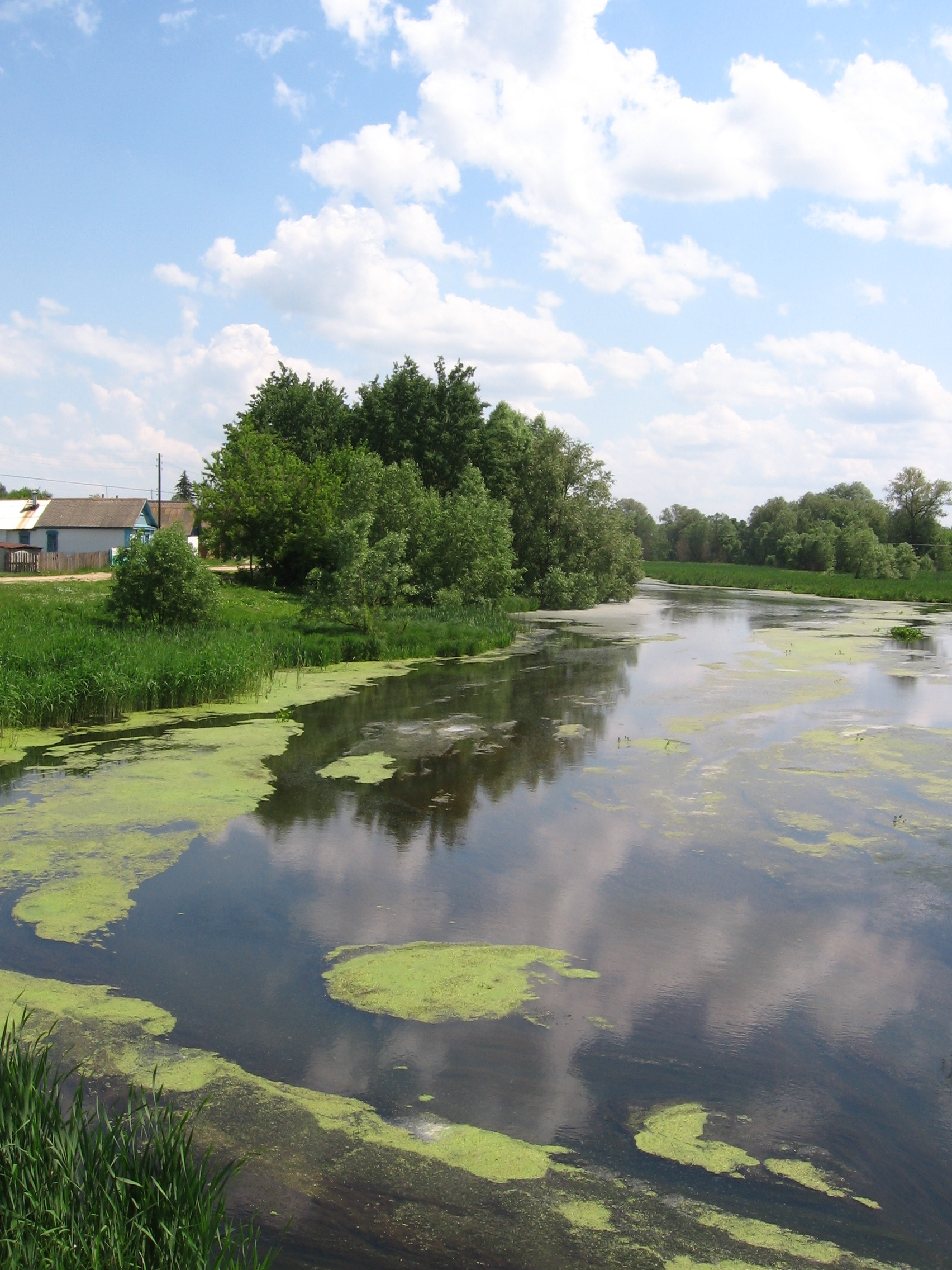

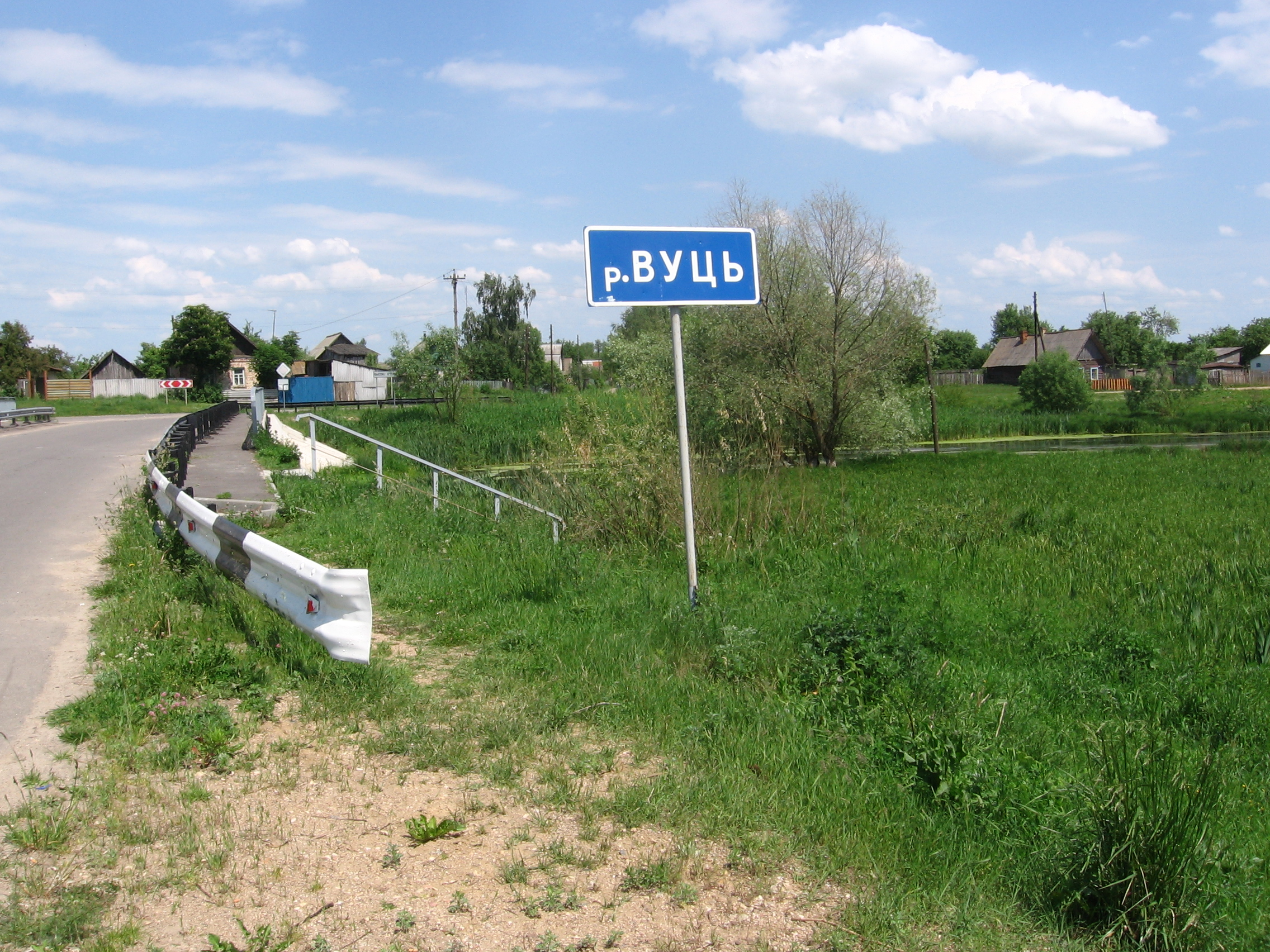

烏季河（白俄羅斯語：或）是白俄羅斯的河流，位於該國東南部，流經戈梅利州和多布魯什區，屬於索日河的左支流，河道全長75公里，流域面積433平方公里。